# Albion Rrahmani
Pour les articles homonymes, voir Rrahmani.
Albion Rrahmani, né le 31 août 2000 à Podujevë, est un footballeur international kosovar. Il joue au poste d'avant-centre au Sparta Prague.

## Biographie

### En club

#### Début au Kosovo (2019-2023)
Après avoir faits ses débuts professionnels dans des clubs de troisième division kosovare, le 25 août 2020, Rrahmani rejoint KF Malisheva, équipe de la deuxième division kosovare et lors de sa première saison, il contribue en marquant 16 buts, ce qui assure la promotion du club en première division pour la première fois dans l'histoire du club.
Le 23 juin 2021, Albion Rrahmani signe un contrat de trois ans avec le club de première division, le KF Ballkani.

#### Rapid Bucarest (depuis 2023)
Le 7 août 2023, Rrahmani rejoint la Roumanie et signe au Rapid Bucarest pour  trois ans. Les frais de transfert de 600 000 € ont fait de lui le joueur le plus cher de la première division kosovare.
Albion Rrahmani fait ses débuts en championnat le 25 août, remplaçant Marko Dugandžić à la 46e minute et marquant deux fois lors de la victoire 5-3 à l'extérieur contre le FC U Craiova.

### En sélection
Rrahmani est appelé par l'équipe nationale des moins de 21 ans du Kosovo pour un match de qualification pour le Championnat d'Europe de l'UEFA 2023 contre Andorre le 8 juin 2021, mais n'entrera pas en jeu.
Il fait ses débuts complets le 12 septembre 2023, remplaçant à la 81e minute Bernard Berisha lors d'une défaite 0-2 à l'extérieur contre la Roumanie lors des matches de qualification pour l'Euro 2024.

## Palmarès
- Avec KF Ballkani
  - Champion du Kosovo en 2022, 2023
  - Supercoupe du Kosovo en 2022

- Individuel
  - Meilleur buteur du Championnat kosovare : 2022-2023